# Linderödssvin
Linderödsvin er en svensk svinerace med oprindelse i den gamle svenske landrace skovsvinet.
Skovsvinet, der var en blanding af tamsvin og vildsvin, ansås for at være uddødt i begyndelsen af det 20. århundrede som følge af den tvungne orneinspektion. Linderödsgrisen er ikke en moderne krydsning af tamsvin og vildsvin, da de oprindelige vildsvin i Sverige uddøde i 1700-tallet, og de nuværende først blev indført fra Polen inden for de seneste årtier.
I 1952 fandt Skånes Djurpark en drægtig so af racen Linderödsgris, og i forbindelse med genbanksundersøgelsen i 1992 konstaterede man, at der eksisterede otte dyr af denne race. Det er fra disse dyr at de nuværende besætninger af Linderödsgris nedstammer.
Foreningen Lantsvinet oprettedes i 1992 med det formål at bevare den oprindelige svenske Linderödsgris.